# Энрикес, Амилькар
Амилькар Энрикес Эспиноса (исп. Amílcar Henríquez Espinosa; 2 августа 1983, Панама, Панама — 15 апреля 2017, Колон, Панама) — панамский футболист, опорный полузащитник, игрок национальной сборной Панамы.

## Клубная карьера
Начал спортивную карьеру в клубе «Арабе Унидо», в составе которого дважды выиграл национальный чемпионат. В 2007 году на правах аренды выступал за коста-риканский клуб «Сантакрусенья». В начале 2009 года он перешёл в колумбийский «Атлетико Уила». 15 февраля в матче против «Депортес Толима» дебютировал в Кубке Мустанга. В этом же поединке он забил свой первый гол за «Атлетико Уила». В 2012 году Амилькар перешёл в «Индепендьенте Медельин». 29 июля в матче против «Депортиво Пасто» он дебютировал за новую команду. 26 сентября 2013 года в поединке против своего бывшего клуба «Атлетико Уила» Энрикес забил свой первый гол за «Медельин». В 2014 году ненадолго вернулся на родину в свой бывший клуб «Арабе Унидо».
В начале 2015 года перешёл в «Реал Картахена». 15 февраля в матче против «Вальедупара» дебютировал за новый клуб. Отыграв полгода, Энрикес перешёл в «Америку» из Кали. 12 июля в поединке против «Боготы» дебютировал за новую команду. 5 апреля 2016 года в матче против «Депора» Амилькар забил свой первый гол за «Америку».

## Международная карьера
В 2005 году в матче Кубка Центральной Америки против сборной Сальвадора дебютировал в составе национальной сборной Панамы.
В 2007 году принимал участие в розыгрыше Золотого кубка КОНКАКАФ в США. На турнире он сыграл в матчах против сборных Гондураса, Кубы и США.
В 2009 году во второй раз принял участие в розыгрыше Золотого кубка КОНКАКАФ. На турнире он сыграл в поединках против команд Никарагуа, Гваделупы и Мексики.
В 2011 году он стал бронзовым призёром Золотого кубка КОНКАКАФ. На турнире принял участие в играх со сборной Сальвадора, Гваделупы и дважды — с национальной командой США.
В 2016 году футболист попал в заявку панамской сборной на участие в Кубке Америки в США. На турнире он сыграл в матче против команды Чили.

## Убийство
15 апреля 2017 года спортсмен был застрелен недалеко от своего дома в Колоне, в результате разбойного нападения. Он и ещё двое пострадавших были госпитализированы, но медикам не удалось спасти футболиста и в результате полученных ранений Энрикес скончался.

## Достижения
Командные
 «Арабе Унидо»
- Чемпионат Панамы по футболу — Клаусура 2004
- Чемпионат Панамы по футболу — Апертура 2004
- Чемпионат Панамы по футболу — Клаусура 2008

Международные
 Панама
- Золотой кубок КОНКАКАФ — 2011
- Кубок наций Центральной Америки — 2009
- Кубок наций Центральной Америки — 2007